# Sergi Gordo Rodríguez

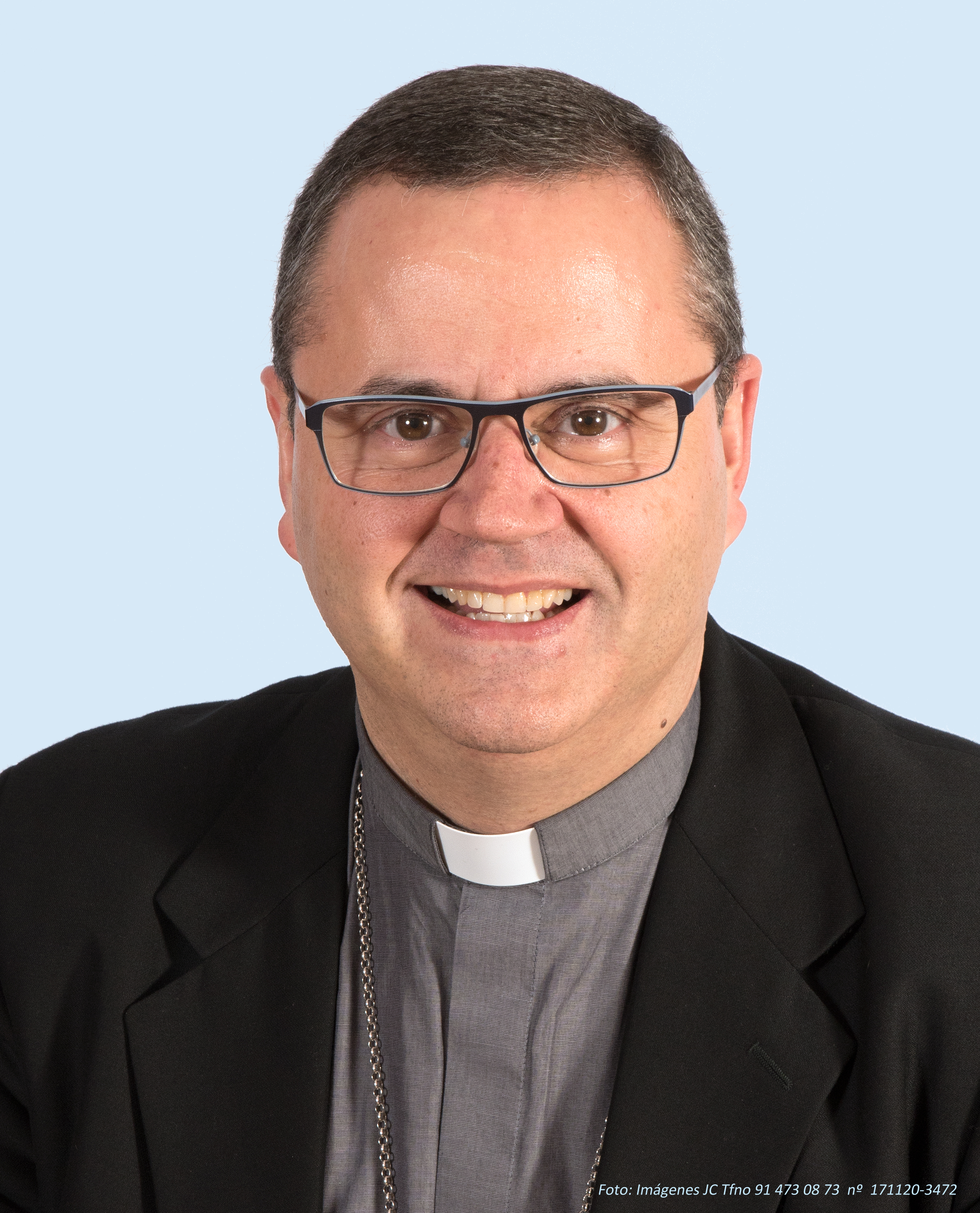
Sergi Gordo Rodríguez, 2017

Sergi Gordo Rodríguez (* 23. März 1967 in Barcelona, Spanien) ist ein spanischer Geistlicher und römisch-katholischer Bischof von Tortosa.

## Leben
Sergi Gordo Rodríguez empfing am 14. Juni 1992 das Sakrament der Priesterweihe. Er war zunächst Lehrer am Knabenseminar des Erzbistums Barcelona und promovierte in dieser Zeit in Philosophie. Von 2001 bis 2004 studierte er deutsche Sprache und Philosophie in München. 2004 wurde Sergi Gordo Sekretär der Kirchenprovinz Barcelona und 2009 Mitglied des Priesterrats im Erzbistum Barcelona. Gleichzeitig wurde er Kanzler der diözesanen Kurie des Erzbistums Barcelona, beide Funktionen bekleidete er bis 2017.
Am 19. Juni 2017 ernannte ihn Papst Franziskus zum Titularbischof von Cenae und zum Weihbischof in Barcelona. Der Erzbischof von Barcelona, Juan José Kardinal Omella Omella, am 9. September desselben Jahres. Mitkonsekratoren waren dessen Amtsvorgänger Lluís Kardinal Martínez Sistach, Weihbischof Sebastià Taltavull i Anglada und der Erzbischof von Valladolid, Ricardo Kardinal Blázquez.
Am 13. Juli 2023 ernannte ihn Papst Franziskus zum Bischof von Tortosa. Die Amtseinführung fand am 9. September desselben Jahres statt.